# Centre de recherche en ethnomusicologie
Le Centre de Recherche en Ethnomusicologie (CREM) est une équipe du Laboratoire d'ethnologie et de sociologie comparative (LESC UMR 7186, sous la double tutelle du CNRS et de l’Université Paris Nanterre) qui se consacre à l'étude des pratiques et des savoirs musicaux: l’ethnomusicologie, appelée aussi anthropologie de la musique. Anciennement hébergée au musée de l'Homme (Trocadéro), l’équipe a connu différentes dénominations au fil du temps, et s’est implantée depuis 2009 sur le campus de l'université Paris Nanterre. 
Le Crem est étroitement associé au parcours d’enseignement −de la licence au doctorat− du Département d’Anthropologie de l’université Paris-Nanterre, notamment au parcours EMAD (Master Ethnomusicologie et anthropologie de la danse).
Il est également chargé d’un fonds d’archives sonores du monde entier, les "Archives sonores du CNRS - Musée de l'Homme", comportant plus de 32000 items en accès libre, Ce travail, soutenu par le Ministère de la Culture, a été récompensé en 2018 par un « cristal collectif » du CNRS, pour son "travail innovant sur les archives sonores".

## Historique
1929 : André Schaeffner est recruté par le musée d'Ethnographie du Trocadéro, rattaché à la chaire d'anthropologie du Muséum national d'histoire naturelle. Il y crée le Département d'organologie.
1932 : au retour de la mission Dakar-Djibouti durant laquelle il a collecté les enregistrements sonores de l’équipe, André Schaeffner crée une phonothèque. Il organise dans les salles publiques des concerts hebdomadaires de musique enregistrée. Le département d'organologie prend le nom de département d'ethnologie musicale.
1937 : à l'occasion de l'Exposition universelle de 1937, l'établissement prend le nom de Musée de l'Homme
1941 : Gilbert Rouget entre au musée de l'Homme comme assistant (Service des Chantiers intellectuels et artistiques) d'André Schaeffner, qui est recruté au CNRS.
1946 : première publication des Éditions du Musée de l'Homme : une collection de trente disques 78 tours de musique de Madagascar, enregistrée sur le terrain en 1938 par Henry Clérisse
1947 : création d'un studio d'enregistrement du son au musée de l'Homme
1948 : Constantin Brăiloiu est recruté comme chargé de recherche au CNRS et affecté au musée de l'Homme.
1950 : début des "Travaux pratiques en ethnomusicologie", dirigés par Gilbert Rouget, dans le cadre du certificat de licence de la Sorbonne
1959 : inauguration d'une salle des Arts et techniques au musée de l'Homme, dans laquelle André Schaeffner réalise une grande section sur la musique (refaite en 1985 par Geneviève Dournon sous le nom de "Salon de musique")
1961 : création de cours réguliers en ethnomusicologie dans le cadre du certificat de licence de la Sorbonne
1965 : Gilbert Rouget succède à André Schaeffner. Il est nommé chef du Département d'ethnomusicologie du musée de l'Homme.
1967-1968 : le département devient Laboratoire d'analyse du son (à confirmer) ?
1968-1973 : création et mise en place au département d'un programme de collecte et d'archivage des musiques de tradition orale et d'une formation de recherche du CNRS appelée RCP 178 CNRS « Recherches d'ethnomusicologie et études de littératures orales dans le monde non-français » (ou "Études d'ethnomusicologie" à confirmer), qui deviendra l'équipe de recherche 165.
1974-1993: l’équipe devient UPR 165 CNRS, « Études ďethnomusicologie »
1975 : mise en place progressive d'un cursus complet d'ethnomusicologie à l'université Paris X Nanterre (devenue université Paris Ouest Nanterre La Défense)
1988: Jean-Michel Beaudet est recruté  à l’université Paris Nanterre, premier maître de conférences en ethnomusicologie de cette université
1993-1998: l’équipe devient UMR 9957 CNRS « Laboratoire d'ethnomusicologie du Musée de l'Homme » (CNRS, Musée de l'Homme)
2007 : L'équipe est intégrée au Laboratoire d'ethnologie et de sociologie comparative et prend le nom de « Centre de Recherche en Ethnomusicologie » (CREM)
2009 : fermeture du musée de l'Homme pour rénovation et déménagement du CREM à l'université Paris Ouest Nanterre La Défense. Une partie des archives sonores (collections inédites et le fonds des 78 tours) est désormais conservée au Département de l'audiovisuel de la Bibliothèque nationale de France.
2011 : Les archives sonores CNRS Musée de l'Homme sont consultables en ligne, .

## Sources
- Aude Julien Da Cruz Lima, "Les « archives sonores » du CNRS et du musée de l’Homme", Bulletin de L’AFAS, 2020.
- Claudie Marcel-Dubois, Bernard Mauguin, Gilbert Rouget, Mireille Helffer et Tran Van Khe, « L'enseignement de l'ethnomusicologie en France », Revue de Musicologie, Société Française de Musicologie, t. 59, n°. 1 (1973), p. 18-37
- Sur l'histoire du département : Gilbert Rouget, « Le Département d’ethnomusicologie du musée de l’Homme. Maison mère de la discipline en France et dispositif en péril », L’Homme 2004/3-4, n° 171-172, p. 513-523 ;
- Sur l'histoire des archives sonores CNRS Musée de l'Homme : Pribislav Pitoeff, « Histoire des archives sonores du musée de l’Homme », Annuario degli archivi di etnomusicologia dell' accademia nazionale di Santa Cecilia, 1.1993, Libreria Musicale Italiana, p. 143-149
- Brice Gérard, Histoire de l'ethnomusicologie en France (1929-1961), Thèse de doctorat en histoire, soutenue le 31 octobre 2013 à l’EHESS, Paris, 421 p., deux CD audio